# Vasili Oréjov
Vasili Vasilievich Oréjov (Gostinnoye, gobernación de Oriol, 17 de septiembre 1896 - Bruselas, 6 de julio de 1990) fue un militar, publicista, figura pública rusa, editor de la revista Chasovoy, miembro de la Unión Militar Rusa y fundador de la "Asociación Nacional Rusa".

## Biografía

### Primeros años
Vasili Oréjov provenía de una antigua familia noble, descendientes del kachuk Orjat-Urba, que llegó a Rusia como baskak del jan de la Horda de Oro en el siglo XIV. Habiéndose convertido en amigo íntimo del Gran Duque Dmitri Donskói, se convirtió a la ortodoxia en 1381 y se casó con su sobrina, la princesa Olga Simeonovna Lugova. Su padrino fue el mismísimo Gran Duque, razón por la cual Orjat-Urba recibió el nombre de Vasili Dmitrievich Oréjov. El Gran Duque le legó como herencia el apellido y las tierras de la entonces extinta familia Oréjov, sobre la que su esposa, la princesa Lugovaya, tenía derechos indirectos.
El padre de Oréjov, Vasil Dmitrievich Oréjov (1863-1933), sirvió en el Ministerio de Ferrocarriles, primero fue jefe de operaciones del ferrocarril Fastov y luego asistente del jefe del ferrocarril Riga-Oriol. Su madre era Sofia Karlovna Orejova, que provenía de la antigua familia noble Stron-Stronovskaya de la gobernación de Podolia.

### La vida en Rusia
Oréjov creció en la finca familiar Gostinnoye, no lejos de la ciudad de Mtsensk, que estaba estrechamente relacionada con la familia Oréjov y fue gobernada durante mucho tiempo por ellos, quienes invariablemente eran los líderes de la nobleza o los jefes del distrito. Estudió primero en el gimnasio Oriol (ingresando inmediatamente al tercer grado) y luego en el Instituto Politécnico de Kiev.
El estallido de la Primera Guerra Mundial en 1914 lo encontró en Libau (hoy Liepaja, Letonia) visitando a su hermano, que estaba cumpliendo el servicio militar allí. Aunque Oréjov era todavía menor de edad en ese momento, obtuvo el consentimiento de sus padres para unirse al ejército como voluntario y fue aceptado en el 113.er Regimiento de Infantería.
Durante las batallas en Prusia Oriental resultó gravemente herido y por su valentía fue condecorado con el arma de San Jorge. Después de su recuperación fue asignado al 2.º Batallón de Ferrocarril. Como había escasez de oficiales técnicamente capacitados, rápidamente ascendió al mando de una compañía ferroviaria y más tarde fue nombrado comandante del recién formado tren blindado de campaña. Después de la Revolución de Febrero, luchó en el 15.º Batallón de Choque, formado por soldados y oficiales leales, y durante la ofensiva en la zona de la ciudad de Smorgón, resultó herido nuevamente.
Después de la Revolución de Octubre, el Batallón de Choque se unió al 1.er Cuerpo Polaco del general Józef Dowbor-Muśnicki. Luego Oréjov se unió al Ejército de Voluntarios y participó en la guerra civil rusa. Al principio comandó el tren blindado “Por el Honor de la Patria”, luego una compañía ferroviaria independiente.
Después de ser internado temporalmente por los polacos, Oréjov pasó a través de los Balcanes hasta Crimea, hasta terminar bajo el mando del general Piotr Wrangel, quien lo nombró oficial superior de la 1.ª Compañía Ferroviaria del General Markov, y participó en las batallas en la gobernación de Táurida. El 8 de julio de 1920, Oréjov fue ascendido a capitán. 

### La vida en el exilio
En noviembre de 1920, Oréjov y su compañía fueron evacuados de Feodosia a Constantinopla. Luego estuvo destinado en el campo de Galípoli, donde publicó la revista Galípoli y fue uno de los iniciadores de la creación de la Sociedad de Galípoli. Después del cierre del campo, Oréjov trabajó primero en una empresa de construcción en Bulgaria y luego se trasladó a París, donde participó en la creación de la “Asamblea de Galípoli”. En 1930, Oréjov se casó con Margarita Vladímirovna Petrova, hija de un coronel del Estado Mayor y uno de los primeros pilotos militares rusos. Por orden del general Wrangel, en 1929, tras su muerte, Oréjov comenzó a publicar la revista Chasovoy, en cuyo consejo editorial también figuraba Evgeni Tarusski y Serguéi Tereshchenko. Esta revista se convirtió en un órgano de comunicación para los miembros del ROVS y la emigración militar rusa en general.
Tras el estallido de la guerra civil española, el gobierno socialista de Francia comenzó a ejercer una fuerte presión sobre el consejo editorial de la revista, que se había alineado claramente con el general Francisco Franco, por lo que Oréjov se vio obligado a trasladarse a Bruselas en 1936, donde continuó publicando la revista y fundó la Asociación Nacional Rusa. En 1937, Oréjov se reunió con Franco, con quien acordó llamar a voluntarios de las filas de la emigración rusa para luchar contra los republicanos. Oréjov también organizó transmisiones en ruso en la radio española. Después de la guerra civil, Franco concedió a Oréjov la Orden de Isabel la Católica.
Durante la ocupación alemana de Bélgica, los alemanes suspendieron la publicación de la revista "Chasovoy", que Oréjov reanudó en 1947. El último número de la revista se publicó en 1988 y estuvo dedicado al milenio del bautismo de la Rus.
Oréjov gozó de un gran respeto durante décadas entre los representantes de los emigrados blancos, como lo demuestra su extensa correspondencia, conservada en el archivo familiar. Durante muchos años fue presidente del Comité para la preservación del cementerio y capilla militar rusa en Mourmelon (Francia). Oréjov participó activamente en la construcción de la iglesia memorial ortodoxa en nombre de San Job el Sufriente en Bruselas, erigido con donaciones de emigrantes en memoria de la familia real y de todos aquellos que murieron junto a ella.
Vasil Oréjov murió el 6 de julio de 1990 y su esposa murió poco después de él, siendo ambos enterrados en Bruselas.

## Vida privada
Los Oréjov criaron a tres hijos: sus hijas Alla (1931-1989), que trabajó como enfermera en diferentes partes del mundo y luego se mudó a Canadá, y Sofia (1932-2019), que se casó con la figura de la emigración G. A. Rahr, y su hijo Dmitri (1937-2023).
Los materiales de archivo de Vasili Oréjov se conservan en los Archivos Estatales de la Federación Rusa, en la Fundación de la Diáspora Rusa y en la Fundación Cultural Rusa.

## Premios
- Espada Dorada por Valentía.
- Orden de San Vladimiro con espadas y un arco
- Orden de Santa Ana del siglo II
- Orden de San Calle Stanislava 2
- Orden de Santa Ana del siglo III con espadas y un arco
- Orden de San Calle Stanislava 3. con espadas y un arco
- Orden de Santa Ana del siglo IV con la inscripción "Por la valentía"
- Espadas de la Orden de San Ana 2.º grado
- Cruz de San Jorge, 4.º grado
- Real Orden Belga de San Leopoldo de 3.ª clase
- Orden de Isabel la Católica de España (1939)
- Cruz del Mérito de Guerra de España (1947)
- Insignia de pecho con la inscripción «Gallipoli 1920-1921»
- Insignia de Honor de 1.er Grado de la Unión de Militares Discapacitados de Rusia en Bélgica

## Obras
- Poema "Ofensiva", 1920
- Poema "Deja", 1922
- "El Gallipolitano", Gallipoli 1921, París, década de 1920
- « El Centinela », n.º 1-178, París 1929-1936
- « El Centinela », n.º 179-669, Bruselas 1936-1988
- Orekhov V.V., Tarussky E. EN. Ejército y Marina: Directorio Militar. — París: El Vigilante, 1931.